# Чанкурбе
Чанкурбе (дарг. ЧӀянкӀурбе) — село в Буйнакском районе Дагестана. Административный центр сельского поселения «Сельсовет „Чанкурбинский“».

## Географическое положение
Расположен в 26 км к юго-востоку от районного центра города Буйнакск.

## Население
| 1926 | 1939 | 1970 | 1989 | 2002  | 2010  | 2021 |
| ---- | ---- | ---- | ---- | ----- | ----- | ---- |
| 244  | ↗384 | ↗521 | ↗811 | ↗1228 | ↘1209 | ↘911 |

## Этимология
Название представляет собой множественное число от чIанкIа — «пашня, поле». Отселок возник на месте главного массива пахотных земель основного селения Кадар.